# Distrito electoral local 12 de Tabasco
El Distrito Electoral Local 12 de Tabasco es uno de los 21 Distritos Electorales en los que se encuentra dividido el territorio del estado de Tabasco. Su cabecera es la ciudad de Villahermosa, en el municipio de Centro, Tabasco.
Desde la redistritación de 2016 está formado por 53 secciones electorales ubicadas en el municipio de Centro, Tabasco.

## Distritación actual

### Distritación electoral de 2016
El 30 de noviembre de 2016, el acuerdo del Consejo Estatal del Instituto de Electoral y de Participación Ciudadana de Tabasco determinó establecer la cabecera del Distrito Electoral Local 12 de Tabasco en la ciudad de Villahermosa, en el municipio de Centro, Tabasco y conformarlo de la siguiente manera:
- Municipio de Centro:  53 secciones electorales; 277, 279, de la 282 a la 300, de la 306 a la 311, de la 319 a la 323, de la 333 a la 334, de la 357 a la 358, de la 361 a |a 362, 405, 471, de la 473 a la 474, de la 483 a la 489, 493, de la 499 a la 500, y la sección 504.

## Distritaciones anteriores

### Distritación electoral de 1996
La distritación electoral local de 1996 estableció el distrito en el municipio de Jonuta y su cabecera distrital en la cabecera municipal, Jonuta.

### Distritación electoral de 2002
La redistritación de 2002 mantuvo el distrito en el municipio de Jonuta, con cabecera municipal en la cabecera municipal, Jonuta.

### Distritación electoral de 2011
El acuerdo del Consejo Estatal del Instituto de Electoral y de Participación Ciudadana de Tabasco (IEPCT) publicado en el Periódico Oficial del Estado de Tabasco, el 24 de noviembre de 2011 estableció que el Distrito Electoral Local 12 de Tabasco tuviera cabecera en la ciudad de Comalcalco y cambió la ubicación geográfica a los municipios de Centro y Comalcalco.

## Diputados por el distrito
| Diputado                                                     | Partido por el que fue electo (a)                                                                                          | Grupo Parlamentario                  | Legislatura       | Periodo                                       | Cabecera Distrital |
| ------------------------------------------------------------ | --- | ------------------------------------ | ----------------- | --------------------------------------------- | ------------------ |
| Oscar Argaiz Zurita                                          | Partido Revolucionario Institucional                                                                                       | Partido Revolucionario Institucional | LVI Legislatura   | 1 de enero de 1998 - 31 de diciembre de 2000  | Jonuta             |
| Rafael Elías Sánchez Cabrales                                | Partido de la Revolución Democrática                                                                                       | Partido de la Revolución Democrática | LVII Legislatura  | 1 de enero de 2001 - 31 de diciembre de 2003  | Jonuta             |
| Benjamín Mendoza Chable                                      | Partido de la Revolución Democrática                                                                                       | Partido de la Revolución Democrática | LVIII Legislatura | 1 de enero de 2004 - 31 de diciembre de 2006  | Jonuta             |
| Armando Narciso Correa Peña                                  | Coalición por el Bien de Todos Partido de la Revolución Democrática Partido del Trabajo Movimiento Ciudadano               | Partido de la Revolución Democrática | LIX Legislatura   | 1 de enero de 2007 - 31 de diciembre de 2009  | Jonuta             |
| Fernando Enrique Gómez Ascencio                              | Partido de la Revolución Democrática                                                                                       | Partido de la Revolución Democrática | LX Legislatura    | 1 de enero de 2010 - 31 de diciembre de 2012  | Jonuta             |
| Alpidio Ovando Magaña                                        | Coalición Movimiento Progresista por Tabasco Partido de la Revolución Democrática Partido del Trabajo Movimiento Ciudadano | Partido de la Revolución Democrática | LXI Legislatura   | 1 de enero de 2013 - 31 de diciembre de 2015  | Comalcalco         |
| María Luisa Somellera Corrales                               | Movimiento Regeneración Nacional                                                                                           | Movimiento Regeneración Nacional     | LXII Legislatura  | 1 de enero de 2016 - 4 de septiembre de 2018  | Comalcalco         |
| Nelly del Carmen Vargas Pérez                                | Movimiento Regeneración Nacional                                                                                           | Movimiento Regeneración Nacional     | LXIII Legislatura | 5 de septiembre de 2018 - 14 de enero de 2019 | Centro             |
| Jessyca Mayo Aparicio Suplió a Nelly del Carmen Vargas Pérez | Movimiento Regeneración Nacional                                                                                           | Movimiento Regeneración Nacional     | LXIII Legislatura | 5 de septiembre de 2018 - 17 de enero de 2019 | Centro             |
| María de Lourdes Morales López                               | Movimiento Regeneración Nacional                                                                                           | Movimiento Regeneración Nacional     | LXIV Legislatura  | Por iniciar                                   | Centro             |